# カイ・メリルオト
カイ・メリルオト（Kai Meriluoto, 2003年1月2日 - ）は、フィンランド出身のプロサッカー選手。フィンランド代表。NKマリボル所属。ポジションはフォワード。

## 経歴

### 幼少期
フィンランドのシウンティオに生まれ、1歳の頃に家族でフランスに移住した。およそ5年イゼール県ヴィエンヌで過ごした後フィンランドに戻り、ヘルシンキのフランス系の学校に通い、キルッコヌンミにあるKyIFの下部組織に入団。12-3歳の頃により高いレベルを求めてHJKヘルシンキへと移った。

### クラブ
2019シーズンにHJKヘルシンキのリザーヴチームであるクルビ04に加わると、カッコネン（3部リーグ）で12試合7ゴールを挙げ、カップ戦でも2ゴールを記録。
2020シーズンはさらにゴールを重ね、ヴェイッカウスリーガのトップチームのメンバーにも召集され、2戦目のRoPS戦で初ゴールを挙げた。
2021シーズン、トップチームでの出場機会はなかったが、昇格したウッコネンでも7ゴールを挙げた。
2022シーズンはヴェイッカウスリーガのイルヴェスに期限つき移籍。得点を重ねたシーズン序盤にはリーグ得点王争いにも加わり、最終的には10ゴールで得点ランク6位タイとなった。
2023年7月14日、ポーランドのスタル・ミエレツに期限付き移籍。初の国外移籍で、買い取りオプションが設定されている。9月18日、リーグ第8節のザグウェンビェ・ルビン戦で移籍後初ゴールを記録。
2025年2月16日、スロベニアのマリボルに2024-25シーズン終了までのローン移籍。買い取りオプションが付帯している。

### 代表
2016年からフィンランドの世代別代表に名を連ね、U-17代表として臨んだアイスランド戦ではハットトリックを記録。その後もU-17欧州選手権予選、U-19欧州選手権予選などを戦い、2022年からはU-21代表に昇格し、U-21欧州選手権予選のオーストリア戦、アゼルバイジャン戦ではアシストを記録した。
2022年6月時点で、日本サッカー協会からの照会はない。
2023年1月9日、スウェーデンとの親善試合でA代表初出場。

## 人物
母親が北海道函館市出身の日本人である。3歳上の兄、アキの影響でサッカーを始めた。
フィンランド語、日本語に加えて、フランス語、英語、スウェーデン語を話すことができ、スペイン語を勉強中で、一時期住んでいた中国語も当時は話せていたという。
目標とする選手として、ロベルト・レヴァンドフスキの名を挙げている。

## 個人成績

### クラブ
| 国内大会個人成績 | 国内大会個人成績 | 国内大会個人成績 | 国内大会個人成績     | 国内大会個人成績 | 国内大会個人成績 | 国内大会個人成績 | 国内大会個人成績 | 国内大会個人成績 | 国内大会個人成績 | 国内大会個人成績 | 国内大会個人成績 |
| 年度             | クラブ           | 背番号           | リーグ               | リーグ戦         | リーグ戦         | リーグ杯         | リーグ杯         | オープン杯       | オープン杯       | 期間通算         | 期間通算         |
| 年度             | クラブ           | 背番号           | リーグ               | 出場             | 得点             | 出場             | 得点             | 出場             | 得点             | 出場             | 得点             |
| フィンランド     | フィンランド     | フィンランド     | フィンランド         | リーグ戦         | リーグ戦         | リーグ杯         | リーグ杯         | オープン杯       | オープン杯       | 期間通算         | 期間通算         |
| ---------------- | ---------------- | ---------------- | -------------------- | ---------------- | ---------------- | ---------------- | ---------------- | ---------------- | ---------------- | ---------------- | ---------------- |
| 2019             | クルビ04         | 42               | カッコネン           | 12               | 7                | 1                | 2                | -                | -                | 13               | 9                |
| 2020             | クルビ04         | 42               | カッコネン           | 15               | 14               | 1                | 0                | -                | -                | 16               | 14               |
| 2020             | HJKヘルシンキ    | 42               | ヴェイッカウスリーガ | 3                | 1                | 0                | 0                | 0                | 0                | 3                | 1                |
| 2021             | クルビ04         | 42               | ウッコネン           | 24               | 7                | 0                | 0                | 3                | 1                | 27               | 8                |
| 2022             | イルヴェス       | 42               | ヴェイッカウスリーガ | 25               | 10               | 3                | 2                | 1                | 0                | 29               | 12               |
| 2023             | HJKヘルシンキ    | 42               | ヴェイッカウスリーガ | 14               | 2                | 5                | 2                | 1                | 1                | 20               | 5                |
| ポーランド       | ポーランド       | ポーランド       | ポーランド           | リーグ戦         | リーグ戦         | リーグ杯         | リーグ杯         | オープン杯       | オープン杯       | 期間通算         | 期間通算         |
| 2023-24          | スタル・ミエレツ | 42               | エクストラクラサ     | 23               | 2                | -                | -                | 3                | 1                | 26               | 3                |
| フィンランド     | フィンランド     | フィンランド     | フィンランド         | リーグ戦         | リーグ戦         | リーグ杯         | リーグ杯         | オープン杯       | オープン杯       | 期間通算         | 期間通算         |
| 2024             | HJKヘルシンキ    | 42               | ヴェイッカウスリーガ | 7                | 2                | 0                | 0                | 0                | 0                | 7                | 2                |
| 2025             | HJKヘルシンキ    | 42               | ヴェイッカウスリーガ | 0                | 0                | 2                | 0                | 0                | 0                | 2                | 0                |
| スロベニア       | スロベニア       | スロベニア       | スロベニア           | リーグ戦         | リーグ戦         | リーグ杯         | リーグ杯         | オープン杯       | オープン杯       | 期間通算         | 期間通算         |
| 2024-25          | マリボル         | 42               | プルヴァ             | 13               | 4                | -                | -                | 2                | 0                | 15               | 4                |
| 通算             | フィンランド     | フィンランド     | カッコネン           | 27               | 21               | 2                | 2                | 0                | 0                | 29               | 23               |
| 通算             | フィンランド     | フィンランド     | ウッコネン           | 24               | 7                | 0                | 0                | 3                | 1                | 27               | 8                |
| 通算             | フィンランド     | フィンランド     | ヴェイッカウスリーガ | 51               | 15               | 10               | 4                | 2                | 1                | 61               | 20               |
| 通算             | ポーランド       | ポーランド       | エクストラクラサ     | 23               | 2                | -                | -                | 3                | 1                | 26               | 3                |
| 通算             | スロベニア       | スロベニア       | プルヴァ             | 13               | 4                | -                | -                | 2                | 0                | 15               | 4                |
| 総通算           | 総通算           | 総通算           | 総通算               | 138              | 49               | 12               | 6                | 10               | 3                | 158              | 62               |

### 代表
| フィンランド代表 | 国際Aマッチ | 国際Aマッチ |
| 年               | 出場        | 得点        |
| ---------------- | ----------- | ----------- |
| 2023             | 2           | 0           |
| 通算             | 2           | 0           |